# Estela de Luna
La Estela de Luna o es una estela funeraria de la Edad del Bronce de 1,30 m de altura, datada entre 1250 y 750 a. C., procedente de Tiña o Tiñica del Royo en Luna (Aragón). Es un caso único en el valle del Ebro, ya que pertenece a un tipo de estelas propio del sudoeste de la península ibérica, caracterizadas por tener grabados de armas y objetos personales en su cara anterior, encontrándose todas las demás en Extremadura y alrededores, basadas en modelos fenicios.
La estela es antropomorfa, es decir, en forma de hombre, aunque falta la cabeza, y en su cara anterior tiene grabada un escudo, con una escotadura en «V». Debajo está grabada una lira, que presenta un gran número de cuerdas y decoración en zigzag, semejante a la phorminx homérica de nueve cuerdas y caja de resonancia semicircular.
La estela corresponde al enterramiento de un guerrero de élite.